# Jedrska vojna
Jedrska vojna je vrsta vojne, pri kateri se uporabi jedrsko orožje na množični ravni. 
Najbližje jedrski vojni smo bili med hladno vojno, natančneje med kubansko krizo. Jedrsko orožje so že uporabili v omejenem obsegu na koncu druge svetovne vojne avgusta 1945, ko so Američani odvrgli dve jedrski bombi na japonski mesti Hirošima in Nagasaki.
Taka vojna bi pomenila konec človeške civilizacije na Zemlji, saj bi radioaktivno sevanje, ki bi se širilo po svetu s pomočjo vetrov, pomorilo ljudi in rastline. Samo določene vrste bakterij, žuželk ... bi preživele oziroma se prilagodile na nove pogoje. 